# 上山明博
上山 明博（うえやま あきひろ、1955年10月8日 - ）は、岐阜県生まれの日本のノンフィクション作家・小説家（日本文藝家協会及び 日本科学史学会正会員）。

## 経歴
1955年10月8日生まれ、岐阜県出身、東京都在住のノンフィクション作家・小説家。実家は岐阜県の真宗大谷派 (東本願寺)の仏家・龍登山浄栄寺で、法名は「釋明浄」。
1999年 特許庁産業財産権教育用副読本策定普及委員会委員、2004年 同委員会オブザーバーなどを務める一方、文学と科学の融合をめざし、徹底した文献収集と関係者への取材にもとづく執筆活動を展開。代表作に、ノンフィクションとして『地震学をつくった男・大森房吉』、『北里柴三郎 感染症と闘いつづけた男』、『仁科芳雄 「原爆を作ろうとした物理学者」がみたもの』（以上青土社刊）、また小説として『「うま味」を発見した男 小説・池田菊苗』（PHP研究所刊）などがある。

## 著書

### ノンフィクション
- 『科学を愛したサル─未来は実験室で作られる』JICC出版局，1990年，ISBN 4-88063-715-7[7]
- 『プロパテント・ウォーズ─国際特許戦争の舞台裏』文藝春秋（文春新書103），2000年，ISBN 4-16-660103-2（のち電子書籍）[8]
- 『発明立国ニッポンの肖像』文藝春秋（文春新書374），2004年，ISBN 4-16-660374-4（のち電子書籍）[9]
- 『ニッポン天才伝─知られざる発明・発見の父たち』朝日新聞出版（朝日選書829），2007年，ISBN 978-4-02-259929-2（のち電子書籍）[10][11]
- 『技術者という生き方─発見！しごと偉人伝』ぺりかん社，2012年，ISBN 978-4-8315-1313-7[12]
- 『地震学をつくった男・大森房吉─幻の地震予知と関東大震災の真実』青土社，2018年，ISBN 978-4-7917-7081-6（電子書籍同時発売）[13][14]
- 『北里柴三郎 感染症と闘いつづけた男』青土社，2021年，ISBN 978-4-7917-7412-8（電子書籍同時発売）[15][16]
- 『牧野富太郎 花と恋して九〇年』青土社，2023年，ISBN 978-4-7917-7539-2（電子書籍同時発売）[17][18]
- 『仁科芳雄 「原爆を作ろうとした物理学者」がみたもの』青土社，2025年，ISBN 978-47917-7711-2（電子書籍同時発売）[19][20]

### 小説
- 『白いツツジ─「乾電池王」屋井先蔵の生涯』PHP研究所，2009年，ISBN 978-4-569-70685-6（のち電子書籍）[21]
- 『「うま味」を発見した男─小説・池田菊苗』PHP研究所，2011年，ISBN 978-4-569-79599-7（のち電子書籍）[22][23]

- 『関東大震災を予知した二人の男─大森房吉と今村明恒』産経新聞出版，2013年，ISBN 978-4-819-11224-6 [24][25]

### 共編著
- 『アトムの時代─やさしい心と勇気ある目に』美術出版社，1994年，ISBN 4-568-12053-5
- 『シュレディンガーの猫がいっぱい─「多世界解釈」がひらく量子力学の新しい世界観』河出書房新社，1998年，ISBN 4-309-61201-6
- 『理科系の脳みそ─生命・自然・脳をめぐるキーワード集』東京書籍，1999年，ISBN 4-487-79356-4
- 『アイデア活かそう未来へ─知的創造時代に向け（工業所有権副読本）』特許庁工業所有権教育用副読本策定普及委員会（委員長=大村智），通商産業省特許庁，2000年[26]
- 『科学感動物語　全12巻』学研教育出版，2013年，ISBN 978-4-05-811258-8
- 『楽しい読書─小学校国語副読本・平成27年度版』公益財団法人愛知教育文化振興会，2015年，ISBN 978-4-90810105-2
- 『原発よ、安らかに眠り給え』（川村湊ほか共著）脱原発社会をめざす文学者の会編，コールサック社， 2024年，ISBN 978-4-86435-635-0

## 著作

### 随筆
- 「大隈重信と不老長寿」（『ヘルスプロモーション・第3巻第2号』財団法人東京顕微鏡院，1990年4月所載）
- 「“敵艦見ユ”…　島津源蔵の蓄電池が果たした勝利への無線通信」（『歴史街道：日本海海戦特集』PHP研究所，2011年12月･通巻284号所載）
- 「顰みに倣う」（『文藝家協会ニュース・No.735』公益社団法人日本文藝家協会，2013年7月所載）
- 「震源から遠く離れて」（『脱原発社会をめざす文学者の会・第4号』脱原発社会をめざす文学者の会編･発行，2015年8月所載）
- 「五年目に成就した『北里柴三郎』」（『脱原発社会をめざす文学者の会・第25号』脱原発社会をめざす文学者の会編･発行，2021年12月所載）
- 「命を賭した医学者の評伝」（『中日新聞』「ほんの裏ばなし」2022年3月19日所載）[27]
- 「大森房吉と今村明恒─二人の地震学者が成そうとしたこと」（『歴史街道：関東大震災100周年特集』PHP研究所，2023年10月･通巻426号所載）[28]
- 「オッペンハイマー」（『脱原発社会をめざす文学者の会・第28号』脱原発社会をめざす文学者の会編･発行，2024年9月所載）

### 論文
- 「プロパテント時代の特許戦略─21世紀産業の鍵を握るビジネスモデル特許とヒトゲノム特許のゆくえ」（『現代用語の基礎知識2001』自由国民社，2001年1月所載）[29]
- 「産業政策と特許制度─ビジネス方法特許（BMP）誕生の意味」（『ビジネス方法特許ハンドブック』片方善治他監，フジ・テクノシステム，2002年10月所載）[30]
- 「特許の歷史探訪─ガリレオ・ガリレイから茂木重次郎まで」（『発明協会奈良県支部創立60周年記念誌』発明協会奈良県支部編･発行，2004年3月所載）[31]
- 「プロパテント時代の起源─アメリカはいかにして知財大国になったのか」（金沢工業大学情報誌『Back Up・no.24』金沢工業大学編･発行，2004年11月所載）[32]
- 「GPCR研究の源泉─アドレナリンを発見した日本人・世紀を超えた高峰譲吉＆上中啓三の功績」（『化学（CHEMISTRY）vol.67』化学同人，2012年12月所載）[33]
- 「ヒロシマからフクシマへ─戦争と平和のための原子力」（同人誌『OFF・第2号』発行人=加賀乙彦／編集人=村上政彦，2019年3月所載）
- 「北里柴三郎の『医道論』に学べ─令和日本の新型コロナ対策に足りないもの」（国際情報サイト『新潮社 Foresight(フォーサイト)』新潮社編･発行，2021年12月26日発信）[34]

## 連載小説および記事

### 新聞連載小説
- 「夢みる力─評伝「乾電池王」屋井先蔵（新聞連載小説・全22回）」（『新潟日報』新潟日報社，2008年2月2日～6月28日付所載）
  - 第1回「藩士の長子─米百俵の地で呱々の声」／第2回「将来の選択─医師、さもなくば技師に」／第3回「年季奉公─発明家への“歯車”始動」／第4回「上京へ─“田舎学問”脱皮目指し」／第5回「永久機関目指す─三国峠越え石黒家寄宿」／第6回「猛勉強─工部大学校受験に備え」／第7回「不正確な時計─五分の遅刻で受験失敗」／8回「叔父の工場へ─目指すは市井の発明家」／第9回「発明の芽─電気時計作り特許一号」／第10回「長屋所帯─注文殺到の夢かなわず」／第11回「電池の創作─使い勝手悪く改良に汗」／第12回「開発への壁─教えを請うため帝大へ」／第13回「失策博士─田中館教授と顔合わせ」／第14回「博士の助言─謎の泡 正体解明に道筋」／第15回「ついに完成─妻の意見聞いて「命名」」／第16回「特許出願─内助の功で大金を工面」／第17回「軍から注文─酷寒の地でも氷結せず」／第18回「生涯最高の年─立志伝中の大発明家に」／第19回「関東大震災─崩壊の社屋にぼうぜん」／第20回「震災からの復興─新天地に大工場群建設」／第21回「不帰の客─新社屋に永遠の夢残し」／第22回「衣鉢を継承─「中興の祖」産業けん引」

### 雑誌連載記事
- 「20世紀の発明品カタログ（雑誌連載記事・全13回）」（『info Shock（インフォ・ショック）』毎日コミュニケーションズ，1998年5月号～1999年5月号所載）
  - 第1回「天皇即位にう向けて組まれた世紀のビッグイベト─写真電送装置第１号誕生の舞台裏」／第2回「日本の細工職人が発明した世界の筆記具─1本のシャープペンから始まったシャープ創業者物語」／第3回「文化的滋養菓子『グリコ』誕生物語─1粒300米突の理由」／第4回「敵国が採用した日本のアンテナ─世界の屋根に君臨する八木アンテナ」／第5回「世界のSonyへの第1歩─テープコーダー誕生秘話」／第6回「日本で発明された家電製品─寝ている間にご飯が炊ける！夢の全自動電気釜」／第7回「敵米英ヲ遥カニ凌グ大戦果─国産ペニシリン完成セリ！」／第8回「松下幸之助になりそこねた日本のエジソン─日本で生まれた世界最初の乾電池」／第9回「日本の女性に最初にブラジャーを付けさせた男─上げ底いっぱいが拓いたファンデーション市場」／第10回「ビタミンを世界で最初に見付けた日本人─脚気を救った夢の新薬オリザニン」／第11回「日本の化学者が生み出した世界の味─化学の味、味の素」第12回「不老長寿の夢を求めて─初恋の味カルピス」／第13回「『三共』を誕生させた胃腸薬─世界の家庭の常備薬タカジアスターゼ」

- 「20世紀の法則（雑誌連載記事・全7回）」（『AT's（エイティーズ）』NTTアドバンステクノロジ，1999年no.7～2000年no.14所載）
  - 第1回「タンパク質説から核酸説へ遺伝子捜査の真実─ワトソンとクリックのDNA二重らせんモデル」／第2回「脚気細菌説からビタミン学の誕生へ、玄米に含まれる微量物質の力─ビタミンを世界で最初に発見した男、鈴木梅太郎」／第3回「系統分類学に一大センセーションを巻き起こしたソテツの精子─ソテツの精子を発見した植物学の父、池野成一郎」／第4回「地軸運動における謎の残差成分を解決した『Z項』─月の名になった日本人天文学者、木村栄」／第5回「大隈重信が推奨した不老長寿マニュアル─食細胞作用説から不老長寿論へ『乳酸菌健康法』を創始したイリヤ・メチニコフ」／第6回「バイオ産業を創出した『遺伝子組み換え技術』の開発者─日米学術会議で出会ったふたりの教授、コーエンとボイヤー」／第7回「地球の重力から脱出する方法を示した公式─コンスタンチン・エドアルドビッチ・ツィオルコフスキー」

- 「技術を進化させる者たち─NTT研究所レポート（雑誌連載記事・全10回）」（『日経ビジネス』日本経済新聞社，1991年2月～11月所載）
  - 第1回「情報の目」／第2回「光波のひと」／第3回「コミュニケーションの行方」／第4回「メディアの神経」／第5回「宇宙からの電話」／第6回「機械じかけの心」／第7回「眼の知性」／第8回「耳のリアリティ」／第9回「知識の箱」／第10回「コンピュータのかたち」

- 「日本人のオリジナリティ探訪」（『飛翔』富士通，1994年12月～2006年1月所載）[35]
  - 第1回「抗生物質の父、梅沢浜夫」／第2回「宝塚歌劇を創った私鉄王、小林一三」／第3回「段ボールを考案した起業家、井上貞治郎」／第4回「醍醐味から生まれた初恋の味、三島海雲」／第5回「地震研究先進国ニッポンの牽引者、大森房吉」／第6回「20世紀医学の扉を開いた応用化学者、高峰譲吉」／第7回「胃カメラの発明者、杉浦睦夫」／第8回「ソテツの精子の発見者、池野成一郎」／第9回「特殊金属のパイオニア、増本量」／第10回「多極真空管のパイオニア、安藤博」／第11回「久保公式を導き出した量子統計力学のパイオニア、久保亮五」／第12回「日本のエジソンと呼ばれた発明王、島津源蔵」／第13回「類体論を確立した現代数学の巨人、高木貞治」／第14回「第三の繊維“ビニロン”の発明者、桜田一郎」／第15回「ゲルの世界を拓いた生物物理学者、田中豊一」／第16回「日本近代化学の父、桜井錠二」／第17回「フジワラエフェクトを予測したお天気博士、藤原咲平」／第18回「世界に知られた竜巻博士、藤田哲也」／第19回「心臓が動く謎に挑んだペースメーカーの父、田原淳」／第20回「世界で最初の酸化酵素の発見者、吉田彦六郎」

- 「世界を変えた日本人たち─学校では教わらない漫画人物伝（原作=上山明博，作画=帯ひろ志）」（『小学四年生』小学館，2005年4月号～2005年12月号所載）[36]。
  - 第1回「世界一高い東京タワーを設計した、内藤多仲」／第2回「新幹線を造った男、島秀雄」／第3回「ブラウン管式テレビを発明した、高柳健次郎」／第4回「日本植物学の父、牧野富太郎」／第5回「ビタミンを発見した、鈴木梅太郎」

## 講演
- 「保健と特許権─プロパテント時代の課題と展望」日本国際ボランティアセンター講演／日時=2001年9月23日13:00～15:00／会場=文京区立アカデミー音羽（文京区大塚5-40-15）／主催=日本国際ボランティアセンター
- 「特許とガリレオ─独創技術と社会制度をめぐって」星と風のサロン・トークイベント／日時=2012年1月19日19:00～21:00／会場=星と風のカフェ（三鷹市下連雀3-8-13）／主催=国立天文台+三鷹市
- 「地震学の父・大森房吉」福井学基礎講座開講講演／日時=2014年6月28日14:00～16:00／会場=JR福井駅前アオッサ6F 福井市中央公民館（福井市手寄1-4-1）／主催=福井市中央公民館+旭公民館
- 「長岡が生んだ乾電池王─屋井先蔵ものがたり」IEEEマイルストーン賞受賞記念講演／日時=2014年11月8日15:00～17:00／会場=JR長岡駅前アオーレ長岡市民交流ホールA（長岡市大手通1-4-10）／主催=新潟県長岡市
- 「プロパテント・ウォーズ─世界を変えた特許の歷史」日比谷カレッジ講座／日時=2017年3月31日19:00～20:30／会場=日比谷図書文化館地下1階コンベンションホール（日比谷公園内・千代田区日比谷公園1-4）／主催=千代田区立日比谷図書文化館
- 「地震学をつくった男・大森房吉─幻の地震予知と関東大震災の真実」出版記念講演／日時=2018年10月9日17:30～19:00／会場=日本文藝家協会会議室（千代田区紀尾井町3-23文藝春秋ビル新館5F）／主催=脱原発社会をめざす文学者の会
- 「地震学をつくった男・大森房吉─生誕150年を迎えて」ふくい中央みらいカレッジ市民公開講座／日時=2019年3月9日14:00～16:00／会場=JR福井駅前アオッサ601大会議室（福井市手寄1-4-1）／主催=福井市中央公民館+旭公民館
- 「『牧野富太郎』を語る」文学サロン第11回／日時=2023年9月4日18:00～19:30／会場=日本文藝家協会会議室（千代田区紀尾井町3-23文藝春秋ビル新館5F）／主催=脱原発社会をめざす文学者の会+共催=日本文藝家協会[37]
- 「核廃絶─仁科芳雄博士がめざしたもの」原水爆禁止20225年世界大会科学者集会・講演1／日時=2025年8月3日13:40～14:40／オンライン開催（zoom）／主催=日本科学者会議（原水爆禁止2025年世界大会科学者集会実行委員会）[38]

## テレビ出演
- 「特集：世界を揺るがした!ニッポン天才列伝」（朝日放送の教育バラエティ番組「ビーバップ!ハイヒール」）に『ニッポン天才伝』（朝日新聞出版）の著者としてゲスト出演／放送=2012年5月3日23:17～24:17[39]
- 「特集：関東大震災を予測した学者の苦闘と後悔」（フジテレビの情報番組「Mr.サンデー」に『関東大震災を予知した二人の男』（産経新聞出版）の著者としてVTR出演／放送=2015年9月6日22:00～23:00
- 「特集：地震予知は可能か?!」（読売テレビの討論番組「そこまで言って委員会NP」）に委員としてスタジオ出演／放送=2020年2月23日13:30～15:00[40]
- 「新紙幣の北里柴三郎，徹底解明スペシャル」（読売テレビの討論番組「そこまで言って委員会NP」）に『北里柴三郎 感染症と闘いつづけた男』（青土社）の著者として登壇／放送=2022年2月20日13:30～15:00[41]
- 「関東大震災100周年企画：大森房吉と関東大震災」（NHK BSプレミアムの教育番組「英雄たちの選択」）に『地震学をつくった男・大森房吉』（青土社）の著者としてゲスト出演／初回放送=2023年3月8日20:00～21:00[42]
- 「北里柴三郎：日本近代医学の父」（NHK Eテレの歷史トーク番組「先人たちの底力 知恵泉」）に解説者としてスタジオ出演し、松浦善治（大阪大学微生物病研究所元所長）+篠原かをり（昆虫研究家）と鼎談／初回放送=2024年12月17日22:00～22:44[43]
- 「高峰譲吉：明治のアドベンチャー起業家」（NHK Eテレの歷史トーク番組「先人たちの底力 知恵泉」）に解説者としてスタジオ出演し、堀江愛利（起業家団体支援代表）+篠原かをりと鼎談／初回放送=2024年12月24日22:00～22:44[44]

## 業績
- 著書等で取り上げた主な人物：仁科芳雄、湯川秀樹、朝永振一郎、長岡半太郎、嵯峨根遼吉、大河内正敏、伊藤庸二、木村健二郎、北里柴三郎、森鷗外、石黒忠悳、長與專齋、福澤諭吉、後藤新平、長谷川泰、青山胤通、高木兼寛、三宅秀、緒方正規、山極勝三郎、中浜東一郎、小金井良精、賀古鶴所、額田晉、森於菟、鈴木梅太郎、森村市左衛門、原敬、鎌田栄吉、大隈重信、一木喜徳郎、長與又郎、北島多一、志賀潔、秦佐八郎、野口英世、大村智、牧野富太郎、宇田川榕菴、伊藤圭介、田中芳男、矢田部良吉、松村任三、池野成一郎、平瀬作五郎、池長孟、中井猛之進、村越三千男、南方熊楠、大森房吉、今村明恒、菊池大麓、田中舘愛橘、寺田寅彦、芥川龍之介、吉村昭、池田菊苗、夏目漱石、屋井先蔵、松下幸之助、櫻井錠二、山川健次郎、高橋是清、糸川英夫、本田宗一郎、安藤博、内藤多仲、田中耕一、高峰譲吉、上中啓三、吉田彦六郎、桜田一郎、二宮忠八、島津源蔵 (2代目)、藤原咲平、藤田哲也 (気象学者)、田原淳、杉浦睦夫、高木貞治、増本量、久保亮五、田中豊一、三島海雲、丹羽保次郎、八木秀次、岡部金治郎、梅沢浜夫、島秀雄、大本虎治郎、樫尾忠雄、佐々木正、早川徳次 (シャープ)、江崎利一、五十嵐悌二、小林一三、井上貞治郎、木村栄、高柳健次郎、鈴木章、ヨハン・ヴォルフガング・フォン・ゲーテ、コンスタント・ゲオルグ・ファン・マンスフェルト、ロベルト・コッホ、フリードリヒ・レフラー、パウル・エールリヒ、エミール・ベーリング、マックス・フォン・ペッテンコーファー、ルイ・パスツール、アレクサンドル・エルサン、サイモン・フレクスナー、アルマウェル・ハンセン、カール・フォン・リンネ、カール・ツンベルク、フィリップ・フランツ・フォン・シーボルト、カール・ヨハン・マキシモヴィッチ、ジョン・ミルン、ジェームズ・アルフレッド・ユーイング、アルキメデス、レオナルド・ダ・ヴィンチ、ガリレオ・ガリレイ、ハンス・リッペルハイ、エイブラハム・リンカーン、トーマス・エジソン、ジョゼフ・スワン、イリヤ・メチニコフ、ジェームズ・ワトソン、フランシス・クリック、スタンリー・ノーマン・コーエン、ポール・ボイヤー、ヴィルヘルム・オストヴァルト、エルンスト・マッハ、コンスタンチン・ツィオルコフスキー、アルベルト・アインシュタイン、ニールス・ボーア、ヴェルナー・ハイゼンベルク、ポール・ディラック、ロバート・オッペンハイマー、エンリコ・フェルミ、アーネスト・ローレンス、フィリップ・モリソン。[45]

## 参照資料
- 新潮社Foresight執筆者プロフィール
- 上山明博について
- 上山明博講演
- 上山明博仕事年表